# Mr. Poxycat & Co
 Der er for få eller ingen kildehenvisninger i denne artikel, hvilket er et problem. Du kan hjælpe ved at angive troværdige kilder til de påstande, som fremføres i artiklen.

Mr. Poxycat & Co er en dansk sitcom og Nikolaj Lie Kaas' instruktør- og manuskriptforfatterdebut fra 2007. Serien blev vist på TV 2 Zulu.
Serien er filmet i Horsens og omegn og er også lavet med støtte fra Horsens Kommune og teater. 
Serien er inspireret af den engelske (og originale) version af “The Office”, især kontorchefen David Brent (Ricky Gervais) skal afspejle Mr. Poxycat.

## Handling
Serien handler om entertaineren Jørgen Thomsen alias Mister Poxycat og hans forsøg på at bryde igennem som professionel tryllekunstner. Den foregår dels hjemme hos hans hårdt prøvede kone Gitte og deres to børn, dels når han er ude til diverse jubilæer og polterabender og i andre dagligdags situationer.
Serien er opdelt i seks afsnit:
- Afsnit 1: Lidt magi har aldrig skadet nogen – Vi får et indblik i Jørgens liv; han skal blandt andet til trylleaudition i Århus og underholde til polterabend.
- Afsnit 2: Keep it Real – Jørgen skal have taget reklamebilleder til sin varevogn og giver fotografen en lektion i at holde ægtheden. Gitte insisterer på ikke at være med på billedet.
- Afsnit 3: Hvor blev gnisten af? – Jørgen er ude at underholde et lokalt plejehjem, da han under et Michael Jackson-cover sætter ild til en ældre dames hår via en cigerat. Senere gør Jørgen Gitte pinligt berørt endnu en gang, denne gang i føtex.
- Afsnit 4: Lev mens du gør det – Jørgen er ude at underholde på børnebiblioteket som H. C. Andersen, da han får at vide, at Gittes far er død. Da Gitte ikke rigtigt er i humør til at tage ind og se Linie 3 med ham, inviterer han deres nye bedemand Åge Pallesby til at komme med ham i stedet.
- Afsnit 5: Ikke uden Gitte – Gitte og Jørgen har valgt at holde kunstpause. I mellemtiden holder Jørgen Åge beskæftiget med at lave mad til julefrokosten med hans venner, hvilket udvikler sig til en glad bytur for Jørgen.
- Afsnit 6: Et magisk juleeventyr – Da Jørgen redder en ung tankpassers liv på vej til et plejehjem iført julemandskostume, bliver han pludseligt inviteret med ind i Go' Aften Danmark hvor han både møder René Dif (som han forveksler med Ståle Solbakken) og Mette Weyde. Senere går alt op i en højere enhed for Jørgen, da han støder ind i sin "kollega" Søren Pilmark. Søren Pilmark får Jørgen til at indse, at man ikke bør invitere kameraet med hjem i stuen, sådan som han har gjort, og tager af sted for at få Gitte tilbage.

## Nomineringer
Mr. Poxycat & Co blev nomineret i kategorien "Årets comedy" til TV Prisen 2007, og Rasmus Bjerg var også nomineret til "Årets mandlige Tv-skuespiller".
Dog gik "Årets comedy" til Klovn og "Årets mandlige Tv-skuespiller" til Lars Mikkelsen for hans rolle i DR1s Forbrydelsen".

## Medvirkende
- Rasmus Bjerg som Jørgen Thomsen alias Mister Poxycat
- Marie Askehave som Gitte Thomsen
- Mathias Ulmer som Mick, Jørgen og Gittes ældste søn
- Ejvind Alexander Spence som Morten, deres yngste søn
- Frank Rudbæk som Åge Pallisby
- Leif Maibom som Palle-Pis, Jørgens ven
- Søren Pilmark som sig selv
- Sven Ole Schmidt som hoteldirektør (1. afsnit)
- René Dif som sig selv
- Mette Weyde som sig selv
- Maria Montell som sig selv
- Peter Lambert som dørmand
- Mads Rømer som Claus, fotograf